# ترکی اورخون
ترکی اورخون، همچنین ترکی گوک‌ترک، یک زبان تاریخی از خانواده زبان‌های ترکی و گونه کهن از زبان ترکی باستان است. این زبان را نیای اویغوری باستان نیز می‌دانند. ترکی اورخون به سبب مشهورترین نوشتارش یعنی سنگ‌نبشته اورخون، واقع در دشت اورخون مغولستان اینگونه نامیده می‌شود.
ترکی اورخون زبان رایج در میان گوک‌ترک‌ها بود. این زبان در نخستین خاقانات ترک (۵۵۲ تا ۶۰۳ م) به عنوان زبان طبقه حاکم و در دومین خاقانات ترک (۶۸۲ تا ۷۴۴ م) به عنوان زبان رسمی حکومت عمل می‌کرد.
ترکی اورخون با گونه‌ای از خط آرامی که منشعب از الفبای سغدی یا پهلوی بود به نگارش درمی‌آمد. این خط را امروزه با نام خط اورخون می‌شناسند.